# Elias Portolu
Il romanzo Elias Portolu di Grazia Deledda, scrittrice sarda e premio Nobel per la letteratura, fu pubblicato nel 1900 sulla «Nuova Antologia». Nel 1903 vide la luce in volume, dopo una prima revisione, con la torinese Roux e Viarengo. Nel 1917 venne, dopo un secondo intenso lavoro correttorio, ripubblicato dai Fratelli Treves per essere ristampato prima nel 1920 e poi nel 1928. La Deledda dopo quattordici anni non si limitò alla sola emendazione dei refusi ma, colta da numerosi ripensamenti, innovò in centinaia di luoghi del testo. L'importanza filologica, linguistica e critica dell’edizione Treves, dunque, sta proprio in questa diffusa difformità di lezione con le primitive edizioni. Secondo la critica nel romanzo sono evidenti numerose affinità e consonanze con la sensibilità, il gusto e le tematiche dei grandi maestri russi dell'Ottocento, in particolare del Dostoevskij di Delitto e castigo.

## Trama
Il romanzo si svolge intorno alla figura del protagonista Elias, ex carcerato che ha scontato la pena in una prigione della penisola, che torna al suo paese natale. I parenti e gli amici lo attendono con apprensione. I Portolu sono una famiglia unita: il vecchio padre, tipico balente della zona del Nuorese, spende parole di elogi per i suoi tre figli tre colombi, forti, sani e belli che non ce ne sono altri a Nuoro. All'interno di quello che sembra un clan (termine utilizzato dalla Deledda) arriva la figura femminile di Maria Maddalena, donna bellissima futura moglie di Pietro, fratello di Elias. Il romanzo racconta l'illecito e tormentato amore fra quest'ultimo e la sposa promessa quindi si svolge l'esperienza del peccato carnale, il tradimento e il rimorso che tormenta i due amanti. Elias decide di sottrarsi dalla situazione rifugiandosi nell'abito talare, tuttavia l'intreccio si complica con la gravidanza di Maddalena che, dopo la morte di Pietro, partorisce il figlio di Elias. Nonostante le suppliche della donna amata, che lo esorta a crescere il figlio come legittimo padre, Elias è determinato a prendere l'ordinazione sacerdotale e la sua decisione sarà irrevocabile. 
Pochi anni più tardi, il figlioletto di Elias e Maddalena, affetto da una grave malattia, morirà.

## Edizioni in italiano
- 1900, Nuova Antologia, Firenze
- 1903, Roux e Viarengo, Torino
- 1917 Elias Portolu, collana Nuovi romanzi italiani, Milano, Treves, 1917.
- 1920 Elias Portolu, Milano, Treves, 1920. (ristampa 1928)
- 1964  Elias Portolu, in Grazia Deledda, collana Scrittori del mondo: i Nobel, prefazione di Goffredo Bellonci, Torino, UTET, 1964,  pp. 155-305, ISBN 9788860254078.
- 2017 Dino Manca (a cura di), Elias Portolu, edizione critica, Filologia della letteratura degli italiani, Sassari, EDES, 2017, ISBN 9788860254078.
- 2024 Dino Manca (a cura di), Elias Portolu, nuova edizione critica, in Appendice: edizione genetica Da Gli scherzi di zia Morte a Jest of death di Grazia Deledda. Dal manoscritto conservato nella Biblioteca Nazionale Centrale di Roma all’edizione newyorkese del 1906 Centro Studi Grazia Deledda – ISRE, Nuoro-Cagliari, Edizioni ISRE-BNCR / Aipsa, 2024, pp. 320.

## Edizioni in inglese
- (EN) Elias Portolu, traduzione di Martha King, Evanston (Illinois), Northwestern university press, 1995, ISBN 0810112515.

## Edizioni in francese
- (FR) Elias Portolu, collana Litteratures, traduzione di Léa Fazer, postfazione di Neria De Giovanni et Léa Fazer, Parigi, Autrement, 1996, ISBN 2862606758.

## Edizioni in russo
- (RU) Элиас Портолю / Elias Portolu, traduzione di S. S. Prokopovic, 2000.

## Edizioni in portoghese
- (PT) As indecisões de Elias Portòlu, collana Le grazie, traduzione di Rafael Ferreira da Silva, Ghilarza, NOR Edizioni, 2018, ISBN 9788833090337.

## Edizioni in sardo
- (SC) Elias Portolu, collana Le grazie, traduzione di Giovanni Muroni, Ghilarza, NOR Edizioni, 2018, ISBN 9788833090290.